# Салахшур, Фараджолла
Фараджолла́ Салахшу́р (перс. فرج‌الله سلحشور‎; 2 ноября 1952, Казвин — 27 февраля 2016, Тегеран, Иран) — иранский актёр, режиссёр, сценарист и продюсер. Режиссёр нескольких популярных религиозных фильмов и телесериалов, таких как «Пророк Айюб» (1993), «Люди пещеры» (1998) и «Пророк Юсуф» (2008).

## Биография
Родился 2 ноября 1952 года в городе Казвин (Иран). После Исламской революции начал карьеру актёра, снявшись в нескольких фильмах. Впоследствии ушёл на телевидение, где создавал сериалы на религиозную тематику. В основном снимал фильмы о жизни пророков и религиозных деятелей. В период работы режиссёром Салахшур создал сериалы «Люди пещеры», «Пророк Айюб» и «Пророк Юсуф». Телесериалы были хорошо приняты публикой как в Иране, так и за рубежом.
Фараджолла умер 27 февраля 2016 года на 63-ом году жизни. Свои соболезнования в связи с кончиной режиссёра выразил Высший руководитель Ирана Али Хаменеи, назвав Салахшура «большим художником и гордостью нации».

## Награды
Фараджолла Салахшур был дважды награждён почётными грамотами: на 12-м Международном кинофестивале «Фаджр» в номинации за лучший режиссёрский дебют («Пророк Айюб») и 3-м Фестивале духовной обороны за лучший подбор актёров («Человек и оружие»).

## Фильмография[3]

### Режиссёр
- Пророк Юсуф (2008)
- Люди пещеры (1997)
- Пророк Айюб (1993)

### Сценарист
- Пророк Юсуф (2008)
- Пророк Айюб (1993)

### Актёр
- Мир вверх ногами (1997)
- Пророк Айюб (1993)
- Наступление под тенью пальм (1989)
- Человек и оружие (1988)
- Полёт в ночи (1986)
- Барсук (1984)
- Покаяние следует (1982)

### Продюсер
- Пророк Юсуф (2008)
- Человек и оружие (1998)